# Ferdynand I Hohenstein
Ferdynand I baron Hohenstein (ur. po 1640 - zm. przed 1693).
Ferdynand I był jedynym synem barona Hohenstein Wacława Gotfryda i nieznanej historykom kobiety. Był więc wnukiem przedostatniego cieszyńskiego Piasta Adama Wacława. Po śmierci ojca, która nastąpiła po 1672 r. otrzymał w spadku tytuł barona i 400 guldenów rocznej renty. W bliżej nie wiadomym momencie baron ożenił się pochodzącą ze znanego niemieckiego rodu możnowładczego Anną Joanną Closen von Haidenburg, z którą doczekał się jednego syna Ferdynanda II. Ferdynand I z zawodu był oficerem w armii cesarskiej i podczas pełnienia służby zginął w nieznanym miejscu i czasie.